# Ahmed Kebaïli
Ahmed Kebaïli (* 21. Februar 1925 in Blida; † 8. September 2013 ebenda) war ein algerischer Radrennfahrer und nationaler Meister im Radsport.

## Sportliche Laufbahn
Kebaïli war von 1948 bis 1955 als Unabhängiger und als Berufsfahrer aktiv. Er gewann 1948 die nationale Meisterschaft im Straßenrennen. Auch bei den Meisterschaften im Bahnradsport war er erfolgreich, er gewann den Titel in der Einerverfolgung. 1949 gelangen ihm Etappensiege in der Nordafrika-Rundfahrt und der Marokko-Rundfahrt. Den Titel im Straßenrennen gewann er 1950 erneut. Zudem bestritt er 1951 seine erste Tour de France im Team Nordafrika. Er beendete die Tour auf dem 40. Rang. 1951 schied er aus der Tour vorzeitig aus. Er konnte erneut den nationalen Titel auf der Straße sowie eine Etappe in der Marokko-Rundfahrt gewinnen. In Frankreich siegte er auf der 6. Etappe des Rennens Critérium du Dauphiné Libéré. Er fuhr erneut die Tour de France und beendete sie als 39. des Endklassements. Die Tour 1953 und 1954 musste er jeweils vorzeitig beenden. In seinem letzten Jahr als Profi 1955 gewann er erneut eine Etappe in der Marokko-Rundfahrt.

## Ehrungen
1950 wurde er in Algerien zum Sportler des Jahres gewählt.